# Луї-Крістоф Залєскі-Заменгоф
Луї-Крістоф Залєскі-Заменгоф (фр. Louis-Christophe Zaleski-Zamenhof; 23 січня 1925, Варшава — 9 жовтня 2019, Париж) — французький інженер-будівельник та есперантист, син польського лікаря-офтальмолога та есперантиста Адама Заменгофа, онук творця есперанто Л. Л. Заменгофа.

## Біографія
Народився в 1925 році у Варшаві в сім'ї Адама Заменгофа, сина Людвіка Заменгофа.

### Голокост
Під час нацистської окупації Польщі, після арешту батька, Луї-Крістоф з матір'ю були також заарештовані і перебували в ув'язненні у Варшавському гетто, де дивом їм вдалося уникнути депортації в нацистський табір смерті в Треблінці (саме у даному концтаборі загинули дві тітки Луї-Крістофа — Софія Заменгоф і Лідія Заменгоф, а також двоюрідна бабуся — Іда Заменгоф). Після гетто Луї-Крістоф переховувався в Польщі під ім'ям Кшиштофа Залєскі, яке він згодом залишив на згадку про випробування, які пережив.

### Післявоєнні роки

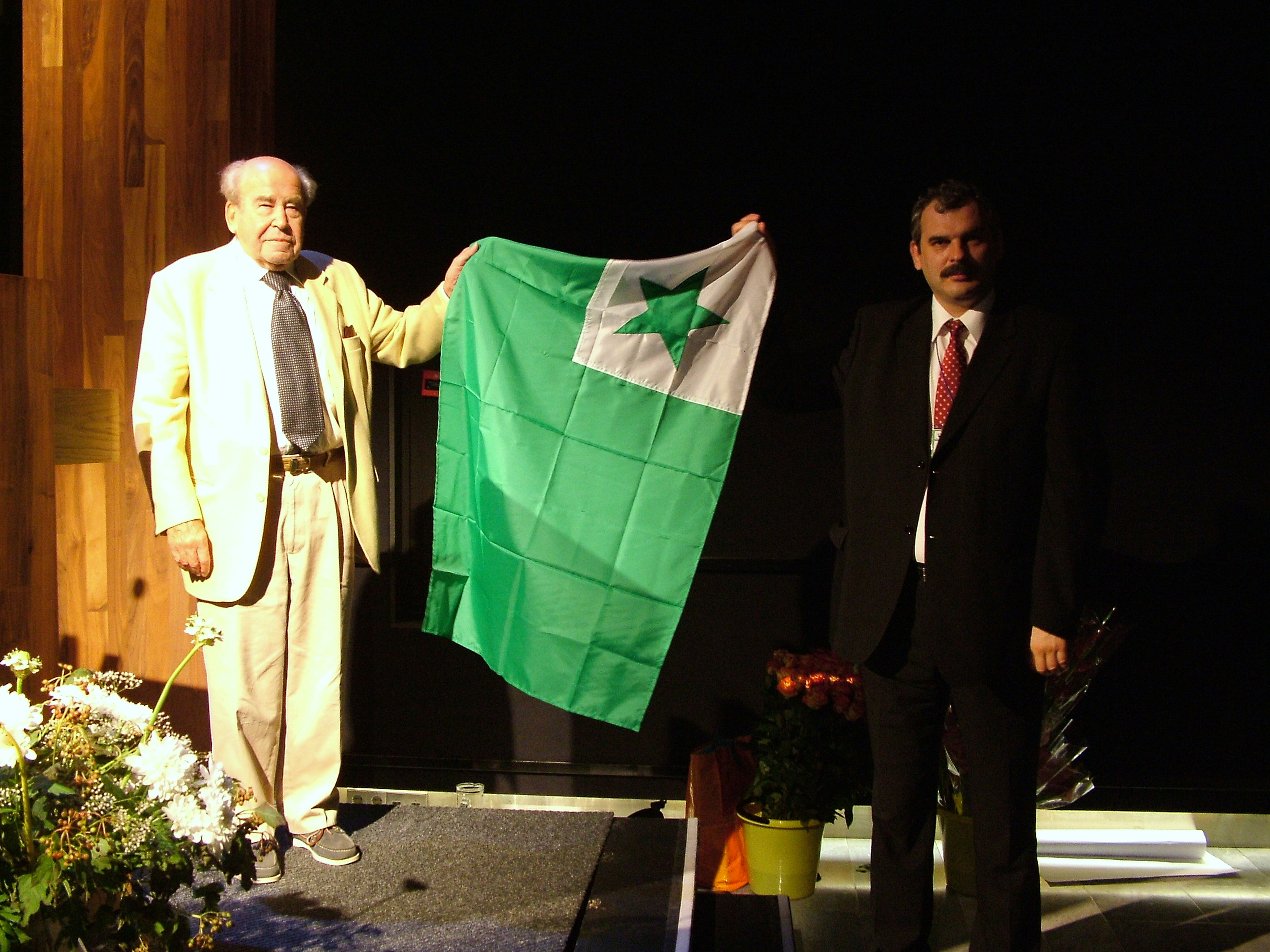
Луї-Крістоф Залєскі-Заменгоф (зліва) з віце-мером Білостока на Всесвітньому конгресі есперантистів, 2008 рік

Після завершення Другої світової війни він (разом з матір'ю — Вандою Залєскі-Заменгоф) переїхав до Франції, де отримав освіту інженера і докторський ступінь у галузі цивільного будівництва та морської інженерії. З 1960-тих постійно проживав у Франції. Брав участь в реалізації низки будівельних проєктів, включаючи спорудження глибоководних нафтових платформ, спортивних комплексів, а також Меморіалу Шарля де Голля, розташованому в Коломбе-ле-Дез-Егліз. Викладав цивільну та морську інженерію у низці французьких навчальних закладів.
Написав передмову до книги L'homme qui a défié Babel («Людина, яка кинула виклик Вавилону», 2003), біографії свого діда, Л. Л. Заменгофа, написаної французькою мовою Р. Сантассі і А. Массоном.

### Есперанто-діяльність
Прихильник есперанто-руху, регулярно направляв звернення Всесвітніх конгресів есперантистів від імені родини Заменгоф. Почесний член Всесвітньої асоціації есперанто.

### Автобіографія
Луї-Крістоф не мав наміру писати автобіографію, але серію інтерв'ю, які у нього впродовж десяти років брав польський журналіст Добржинський, у 2003 році опублікував у вигляді книги «La Zamenhof-strato» («Вулиця Заменгофа»). У ній він детально описав своє життя під час нацистської окупації Польщі, перебування у Варшавському гетто і польському русі Опору. Книга також висвітлює погляди Луї-Крістофа на історію, проблеми і перспективи розвитку мови есперанто зокрема та есперанто-руху загалом. «La Zamenhof-strato» на даний час опублікована польською, есперанто, литовською, чеською, японською, португальською, словацькою, французькою та корейською мовами.

## Публікації
- JP Bonin, G. Deleuil and LC Zaleski-Zamenhof. «Foundation analysis of marine gravity structures submitted to cyclic loading» Offshore Technology Conference, Houston, Texas (1976). pp. 571—579